# 蘇巴 (馬里)
蘇巴（法語：Souba），是馬里的城鎮，位於該國中部，由塞古區的塞古省負責管轄，面積1,104平方公里，海拔高度299米，2009年人口17,961，人口密度每平方公里16.27人。